# Badenova Wärmeplus
Die Badenova Wärmeplus GmbH & Co. KG, kurz Badenova Wärmeplus bzw. Wärmeplus  (Eigenschreibweise: badenovaWÄRMEPLUS), ist eine hundertprozentige Tochter der badenova AG & Co. KG, einem Energieversorgungsunternehmen in Südbaden mit Hauptsitz in Freiburg im Breisgau.

## Geschichte
Die Badenova Wärmeplus GmbH & Co. KG wurde im Jahr 2007 gegründet, um die Herausforderungen und die Erwartungen des Marktes, sowie des Gesetzgebers zu bewältigen. Seitdem projektiert, baut und betreibt Wärmeplus im Marktgebiet zwischen Hochrhein und Nordschwarzwald Wärmeerzeugungsanlagen, Kraft-Wärmekopplungsanlagen, Wärmenetze- sowie Photovoltaik-, Biogas- und Windkraftanlagen.

## Unternehmen
Das Unternehmen hat 94 Mitarbeiter und einen Jahresumsatz von 47,2 Mio. Euro (Stand: 2020). Für einzelne räumlich begrenzte Wärmeversorgungen hat Wärmeplus seinerseits wieder eigene Tochterunternehmungen gegründet, entweder alleine oder zusammen mit Kommunen und anderen Partnern. Die zwei 100-prozentigen Töchter des Unternehmens sind Badenova Wind GmbH und EE Invest Vier GmbH & Co. KG. Die Badenova Wind ist eine Dachgesellschaft zur Planung, Entwicklung und zum Bau von Windparks. Die EE Invest Vier ist zuständig für den Erwerb von Kommanditanteilen an geschlossener Publikumsfonds im Bereich der Erneuerbaren Energien auf dem Zweitmarkt sowie für das Halten, das Verwalten und das Veräußern dieser Anteile. Neben diesen ist Wärmeplus u. a. an weiteren Gesellschaften beteiligt:
- ASF Solar GmbH & Co. KG
- Badenovawind GmbH
- Badenweiler Energie GmbH
- Caléo (Société Anonyme d’Économie Mixte Locale Caléo, kurz: SAEML)
- Das Grüne Emissionshaus GmbH
- Energieversorgung Breisgau GmbH
- Freiburger Wärmeversorgungs GmbH (FWV)
- Regiosonne Verwaltungs GmbH
- Regiowind Verwaltungs GmbH
- Stadtenergie Lörrach GmbH & Co. KG
- TREA Breisgau Energieverwertung GmbH (TBE) (über die FWV)
- Wärmegesellschaft Kehl GmbH & Co. KG
- Wärme Süd-West GmbH
- Windpark Hohenlochen GmbH & Co. KG
- Windpark Kambacher Eck GmbH

Das plus im Unternehmensnamen steht für den Umstieg auf Erneuerbare Energien.

### Standorte
Der Sitz von Wärmeplus befindet sich im Freiburger Industriegebiet Nord, auf dem Gelände von Badenova in der Tullastraße im Stadtteil Brühl. Weitere Standorte befinden sich in der Ferdinand-Weiß-Straße im Freiburger Stadtteil Stühlinger, in Titisee-Neustadt, in Lahr und im Gewerbepark Breisgau.

### Solar
Für Solar stehen Regiosonne-Projekte, die zusammen mit dem SC Freiburg, der Albert-Ludwigs-Universität sowie einer Reihe von Kommunen verwirklicht wurden. In Offenburg-Waltersweier im Ortenaukreis stehen im Gottswald 31 ehemalige Munitionsbunker, die Wärmeplus mit 8.004 Photovoltaik-Modulen bestückt hat, die 2016 in Betrieb gingen. Das größte solare Projekt Freiburgs ist das Freiland-Solarkraftwerk auf der ehemaligen Mülldeponie Eichelbuck. Es produziert seit 2011 sauberen Strom für 1.000 Haushalte. Die 2,5 Fußballfelder große Anlage ist ein Gemeinschaftsprojekt von Wärmeplus sowie der Abfallwirtschaft und Stadtreinigung Freiburg (ASF). Für gut 1,5 Millionen Euro soll die weltweit größte Solaranlage auf einem Dach des Europa-Park-Stadions installiert werden, hieß es im Juni 2021. Außerdem soll der Bau mit Prozess-Abwärme der Cerdia aus dem benachbarten Industriegebiet Nord versorgt werden.

### Wind
Auf dem Kambacher Eck, ein Höhenzug im Mittleren Schwarzwald bei Biberach in rund 500 Metern Höhe, wurden im Jahr 2016 vier Windenergieanlagen vom Typ Enercon E-115 errichtet. Insgesamt sind zwölf Megawatt installiert, was einen jährlichen Stromertrag von 26,7 Millionen Kilowattstunden entspricht – so viel wie etwa 17.500 Haushalte im Jahresmittel verbrauchen.
Im Juni 2021 ging ein weiterer Windpark von Wärmeplus ans Netz. Auf dem Hohenlochen bei Oberwolfach und Hausach hat Wärmeplus auf ca. 650 Metern Höhe vier Windenergieanlagen vom Typ Enercon E-138 mit einer Leistung von je 4,2 Megawatt errichtet. Die geplante Stromerzeugung dieser Windenergieanlagen liegt bei rund 34 Millionen Kilowattstunden jährlich, was dem Jahresbedarf von ca. 21.800 Personen entspricht.
Durch die Nutzung der  Windkraft können so an beiden Standorten zusammen insgesamt über 30.000 Tonnen CO2 pro Jahr eingespart werden.

### Biogas
Biogasanlagen besitzt Wärmeplus in Neuried und im Gewerbepark Breisgau. In Forchheim wird Biogas von einem privaten Betreiber erzeugt, von Wärmeplus abgenommen und dann (ähnlich wie im Gewerbepark Breisgau) auf Erdgasqualität aufbereitet und schließlich ins Erdgasnetz eingespeist. In den eigenen Blockheizkraftwerken, in Freiburg, beispielsweise im Stadttheater Freiburg, in den Hallenbädern Freiburgs, oder im Heizkraftwerk Lahr-Mauerfeld wird das so erzeugte Biomethan zur Erzeugung von regenerativem Strom und Wärme eingesetzt.

## Kennzahlen (Stand 2020)
Wärmeplus erzeugt zusammen mit ihren Töchtern jährlich etwa 317 GWh Wärme, 130 GWh Strom und 73 GWh Biogas. Das Unternehmen betreibt in Eigenregie 250 Anlagen die Strom und/oder Wärme erzeugen; 50 davon in Kraft-Wärme-Kopplung, drei Biogas/Biomethan-Anlagen, 90 Photovoltaikanlagen und acht Windkraftanlagen.